# لوئیز والر
لوئیز والر (انگلیسی: Louise Waller؛ زادهٔ ۳۰ ژوئیهٔ ۱۹۶۹) بازیکن سابق فوتبال اهل انگلستان است که در پست مدافع بازی می‌کرد.
وی در تیم ملی فوتبال زنان انگلستان بازی کرده است. او یکی از اعضای تیم انگلیس برای فینال جام جهانی فوتبال زنان ۱۹۹۵ بود.